# Jožo Nižnánsky
Jožo Nižnánsky (30. srpna 1903, Brestovany, Slovensko – 7. března 1976, Bratislava) byl slovenský básník, spisovatel-prozaik, publicista a překladatel, autor populárních historických románů a pověstí.

## Životopis
Pocházel z nemajetné rodiny, jeho otec byl železniční dozorce. Základní školu navštěvoval v Brestovanech, Zavaru a v Satu Mare (Rumunsko), gymnázium potom ve Svätém Juru a v Trnavě. Po maturitě se zapsal na práva, která však nedokončil, neboť dal z finančních důvodů přednost novinářské praxi. Od roku 1923 se tak stal novinářem z povolání. Mezi lety 1924 a 1938 byl redaktorem deníku agrární strany Slovenská politika, kde uveřejnil většinu svých románů na pokračování. Postupně redigoval časopisy Nový svet (v době druhé světové války byl jeho majitelem a vydavatelem), časopisy Demokratické strany Čas v obrazoch a Demokratický týždenník (v obou ve funkci šéfredaktora), Život v obrazoch a jiné. V letech 1949–1951 pracoval jako redaktor ve Vydavatelství ROH, v letech 1950–1954 pracoval ve vydavatelství Obroda, od roku 1952 byl také redaktorem Světa socialismu, později Slovenského nakladatelství dětské knihy a do roku 1957, kdy odešel do důchodu, ve slovenském vydavatelství Mladé letá.
Od této doby se věnoval překladatelské činnosti a přeložil:
- více než 20 děl z ruštiny (R. Kim, Sergej Nikolajevič Sergejev-Censkij, I. Muratov, Jurij Nikolajevič Bessonov, Sergej Timofejevič Aksakov a jiní)
- němčina (Tisíc a jedna noc a jiné)
- maďarština (Géza Gárdonyi, Jenö Heltai a jiní)
- francouzština (George Sandová, Gaston Leroux)

## Tvorba
Svojí literární tvorbu začal psaním poezie, přestože se později věnoval výlučně psaní dobrodružně-historických románů. Jeho poezie vyjadřuje oslavu života rolnických předků. Jeho básnická tvorba byla velmi dobře přijata, nicméně později v ní nepokračoval, ale začal se věnovat próze. V ní se vracel do slovenské minulosti a k historickým postavám jako jsou Móric Beňovský nebo Alžběta Báthoryová. Pro jeho tvorbu je charakteristický napínavý děj, dobrodružství, zápas dobra a zla, hrdinství i zbabělost, a také příběhy lásky. Svoje díla sa snažil psát velmi jednoduše tak, aby byla přístupná široké veřejnosti (inspirovala ho díla Waltera Scotta, A. Dumase, M. Jókaie, Henryka Sienkiewicze a jiných).

## Dílo
- 1928 – Medzi zemou a nebom, básnický debut
- 1932 – Čachtická paní, román o Alžbětě Báthoryové
- 1933 – Dobrodružstvá Mórica Beňovského, román (zfilmován v roce 1975)
- 1934 – Spišské tajomstvo, román
- 1934 – Cholera, román
- 1935 – Krásna Hedviga, román
- 1935 – Studňa lásky, román podle pověsti o trenčínské studni a Omarovi a Fatimě
- 1937 – Žena dvoch mužov, román
- 1937 – Právo prvej noci, román
- 1938 – Trnava, ruža voňavá, vycházel v časopise Slovenská politika
- 1938 – Proti kaštieľu, vycházel v časopise Slovenský týždenník
- 1960 – Bojnické kamenné dukáty, povídkový cyklus
- 1971 – Lásky Žofie Bosniakové, román o Žofii Bosniakové